# Marktfeldstraße 132 (Mönchengladbach)

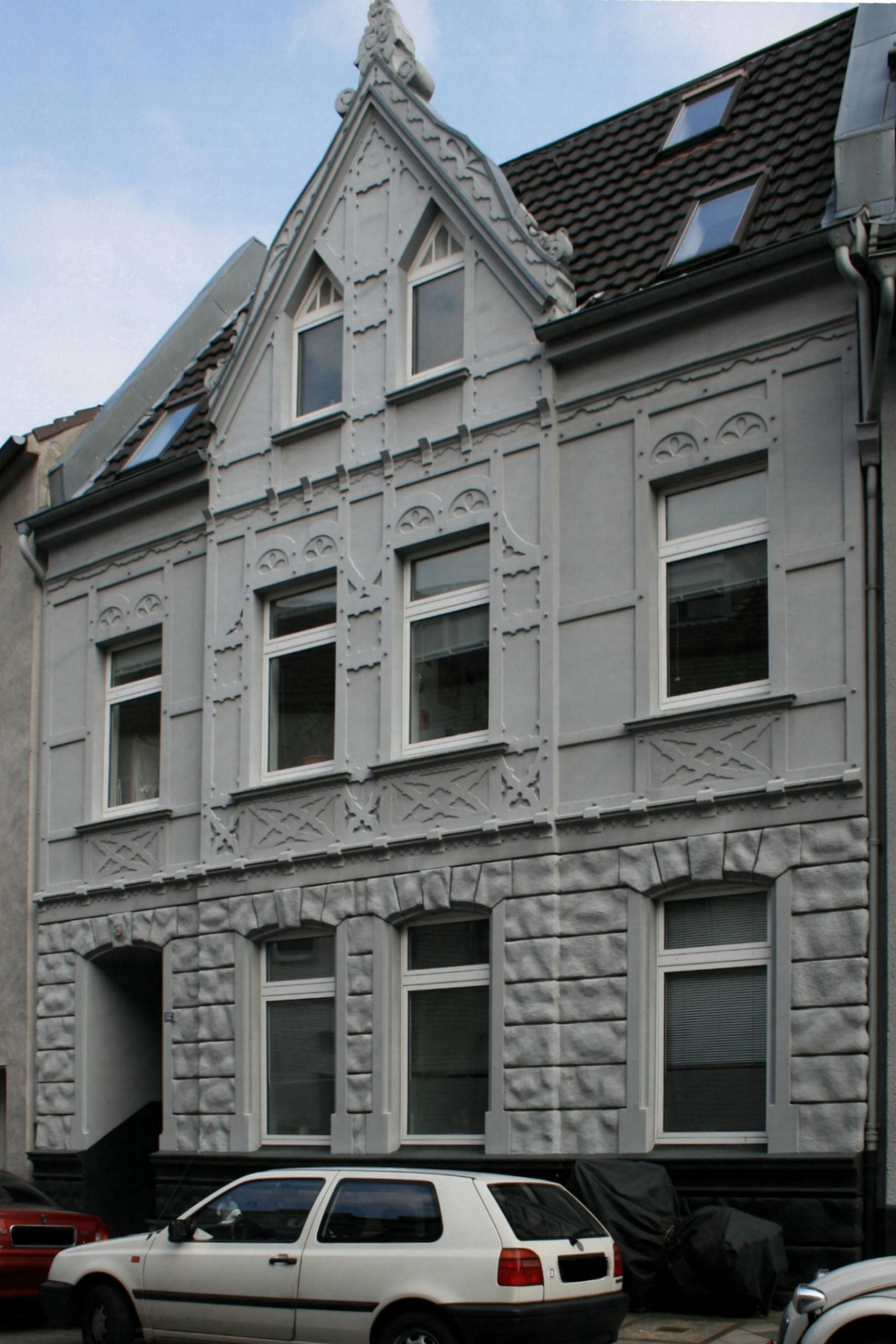
Wohnhaus Marktfeldstraße 132 (2010)

Das Wohnhaus Marktfeldstraße 132 steht in Mönchengladbach (Nordrhein-Westfalen) im Stadtteil Am Wasserturm.
Das Gebäude wurde im 20. Jahrhundert erbaut. Es wurde unter Nr. M 045 am 7. August 1990 in die Denkmalliste der Stadt Mönchengladbach eingetragen.

## Lage
Das Objekt liegt nordwestlich des Stadtkerns in der Marktfeldstraße, die in diesem Bereich die Linden- und Bebericherstraße verbindet.

## Architektur
Es handelt sich um ein vierachsiges, zweigeschossiges Wohnhaus mit leicht vorgesetztem Mittelrisalit und geschweiftem Zwerchgiebel unter einem Satteldach.